# Монастырская (Сямженский район)
Монастырская — деревня в Сямженском районе Вологодской области.
Входит в состав Режского сельского поселения, с точки зрения административно-территориального деления — в Режский сельсовет.
Расстояние по автодороге до районного центра Сямжи — 46,4 км, до центра муниципального образования Копылова — 3,4 км. Ближайшие населённые пункты — Бурниха, Колтыриха, Лукинская, Марково.
По переписи 2002 года население — 55 человек (21 мужчина и 34 женщины). Всё население — русские.